# Пітер Шалуліле
Пітер Шалуліле (англ. Peter Shalulile, нар. 23 березня 1993, Віндгук) — намібійський футболіст, нападник клубу «Мамелоді Сандаунз».
Виступав, зокрема, за клуб «Тура Меджик», а також національну збірну Намібії.

## Клубна кар'єра
Народився 23 березня 1993 року в місті Віндгук. Вихованець футбольної школи клубу «Тура Меджик». Дорослу футбольну кар'єру розпочав 2011 року в основній команді того ж клубу, в якій провів чотири сезони. 
До складу клубу «Хайлендс Парк» приєднався 2015 року. Відіграв за команду з Йоганнесбурга 85 матчів у національному чемпіонаті.
В 2020 році перейшов до складу «Мамелоді Сандаунз».

## Виступи за збірну
У 2014 році дебютував в офіційних матчах у складі національної збірної Намібії.
У складі збірної був учасником Кубка африканських націй 2019 року в Єгипті.